# 蘇布克特勤
阿布·曼蘇爾·蘇布克特勤（942年—997年8月），被視為加兹尼王朝創始人。他十幾歲在薩曼王朝加兹尼總督阿爾普特勤手下作奴隸，後來娶了他的主人的女兒。他岳父死後，蘇布克特勤成為新的統治者，他擊敗了當地印度教王國統治者賈亞帕拉，使他控制的領土擴大至現今巴基斯坦。

## 早年
蘇布克特勤大約942年出生在今天吉爾吉斯斯坦巴爾斯孔一個葛邏祿部落，大約12歲因和另一突厥部落巴赫蒂亞交戰被虜賣给一位商人納斯爾，最後賣給阿爾普特勤。當阿爾普特勤反叛薩曼王朝在加兹尼自别一部時，把他一起帶走並提升為將軍並把女兒嫁给他。

## 軍事生涯
他即位後一系列軍事行動主要對付周围的突厥和印度統治者，特別是喀布爾-夏希王朝。986-987年两國大戰结果蘇布克特勤最終勝利，勢力直抵白沙瓦。他最終被在巴格達的哈里發認可為他統治地區的州長。

## 死亡
他死於997年，最初傳位小兒子伊斯梅爾，但長子馬哈茂德很快打敗他即位。